# Грузинська кухня
Грузи́нська ку́хня (груз. ქართული სამზარეულო) — традиційний національний кулінарний стиль мешканців Грузії. Особливістю грузинської кухні, як і будь-якої національної, є застосування певних продуктів, розповсюджених тільки на Кавказі, і, як наслідок наявність певних страв, популярність котрих отримала всесвітнє визнання.
Грузинська кухня у своїх рецептах та філософії приготування страв спирається на контраст пряного і гострого. Широко використовуються овочі, як у самостійних стравах, так і як доповнення до м'ясних страв. За історико-географічними особливостями грузинська кухня поділяється на кухні Західної та Східної Грузії, зумовлені не лише різними природними умовами цих двох великих регіонів, але й певним османським впливом на кухню Західної Грузії, а іранським — на кухню Східної Грузії. Як результат встановилась різниця у використанні деяких основних продуктів (хлібних, м'ясних), та, частково, в характері улюбленої ароматично-смакової гами — різниця, що збереглася і до нашого часу.

## Регіональні особливості
Так, у Західній Грузії широко розповсюджені хліб та особливі балабушки з кукурудзяного борошна — «мчаді», тоді, як у Східній Грузії віддають перевагу пшеничному хлібові. В деяких частинах Західної Грузії — Мегрелії та Абхазії — замість хліба використовують чумизу (вид проса), з якої варять подібну до каші масу — «ґомі». Її вживають замість хліба з супами, м'ясними та овочевими стравами. Що ж стосується м'яса, то у Східній Грузії нарівні з основним для грузинів м'ясом — яловичиною, їдять також баранину, вживають доволі багато тваринних жирів. Тоді як в Західній Грузії набагато менше їдять м'яса, віддаючи перевагу домашній птиці, тобто, в основному, курам та індичкам. І нарешті, в Західній Грузії використовують гостріші страви, дещо інші соуси. Все це, однак, не дозволяє проводити нездоланну межу між західно- та східногрузинськими кухнями, бо не зачіпає, не змінює основних, характерних особливостей грузинської національної кулінарії. І у використанні переважної більшості продуктів, і, тим більше, в сфері технології, в цілому грузинській кухні притаманні свої особливості.
Іншою особливістю грузинської кулінарії, яка привертає до себе менше уваги, але є більш суттєвою та національною, є використання спеціальних прийомів для створення різноманітних страв. З таких прийомів варто зазначити два: використання кислого, кисло-жирного та кисло-яєчного середовища для створення специфічного смаку та консистенції грузинських супів та застосування соусів для збагачення асортименту других страв.

## Кулінарні традиції
Грузія здавна славилася своєю гостинністю, яка відома у всьому світі. Традиції грузинського святкового столу формувалися протягом багатьох століть. За грузинським столом обирається «тамада», який керує за столом. Тамадою, як правило, обирають відому і поважну людину. За столом слово тамади — закон. Тамада може передавати слово після тосту будь-кому за своїм бажанням;— «алаверди», гість повинен продовжити тост, основну думку якого не можна змінювати, і закінчити його, або знову передати комусь «алаверди». Той, хто піднімає тост, повинен випити келих чи ріг до дна, для інших це не обов'язково. Традиції грузинського столу не допускають негативу в словах чи у діях відносно присутніх. Застілля в Грузії — тривалий процес. Тому, якщо ви їстимете грузинські закуски поспіхом, можете не дочекатися основної страви.

## Супи

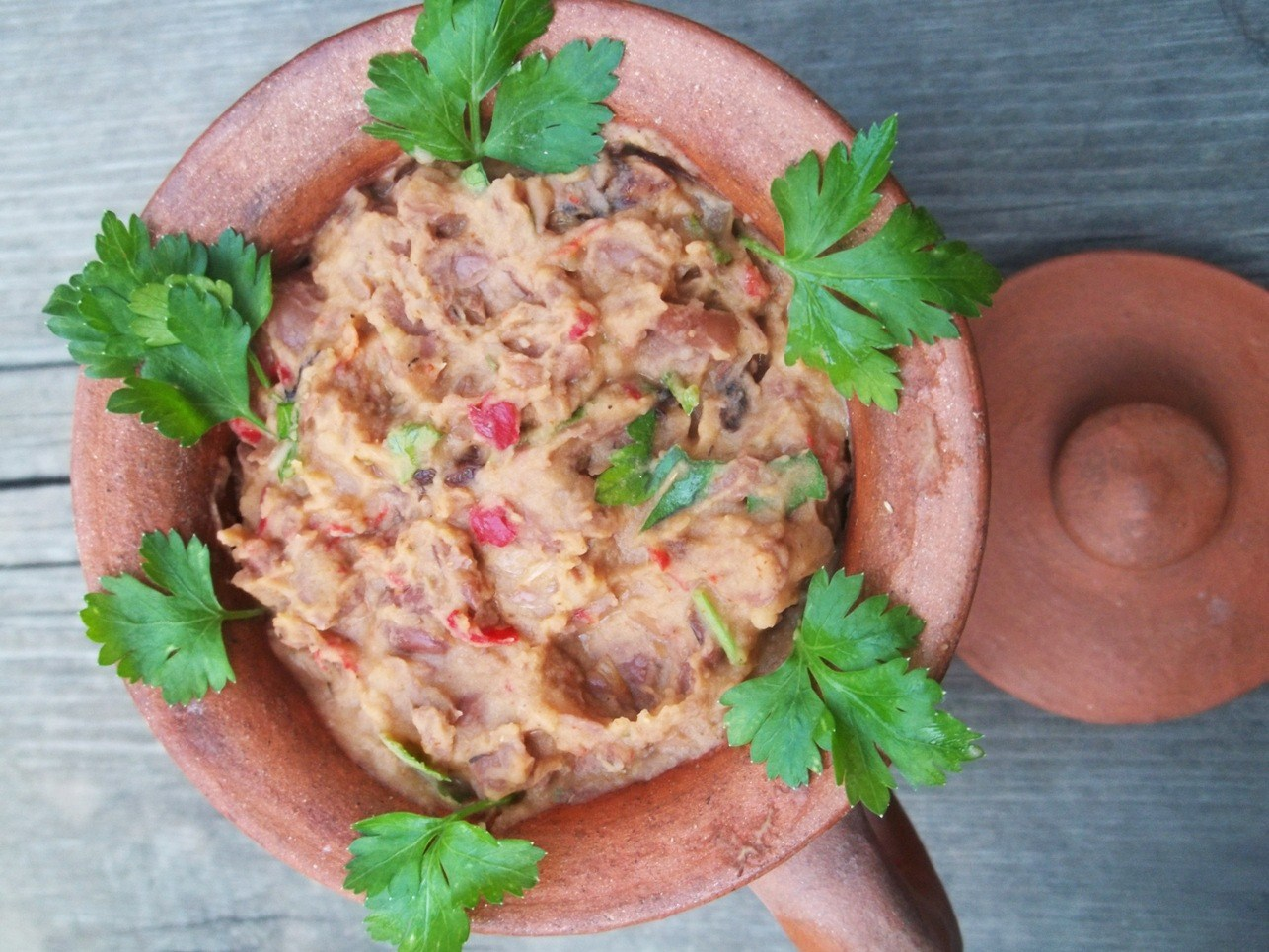
Глечик з лобіо

Грузинські супи майже позбавлені овочевої гущі. Зате їхня консистенція є набагато щільнішою за звичайні супи. Дуже часто цього досягають вводячи до них жовтки або цілі яйця. Аби яйця не згорталися під час нагрівання, застосовується такий прийом: їх заздалегідь змішують в єдину емульсію з якимось кислим середовищем — натуральним кислим фруктовим соком, кислим молоком (мацоні) чи з оцтом. В ролі кислого середовища найчастіше використовується висушене пюре сливи ткемалі, що називається «тклапі». Кисле середовище застосовується в супах також тоді, коли відсутні яйця, але є доволі багато жиру чи м'яса. Це не тільки поліпшує та робить різноманітним смак страв, але й значно підвищує їхню засвоюваність.

## М'ясо і риба

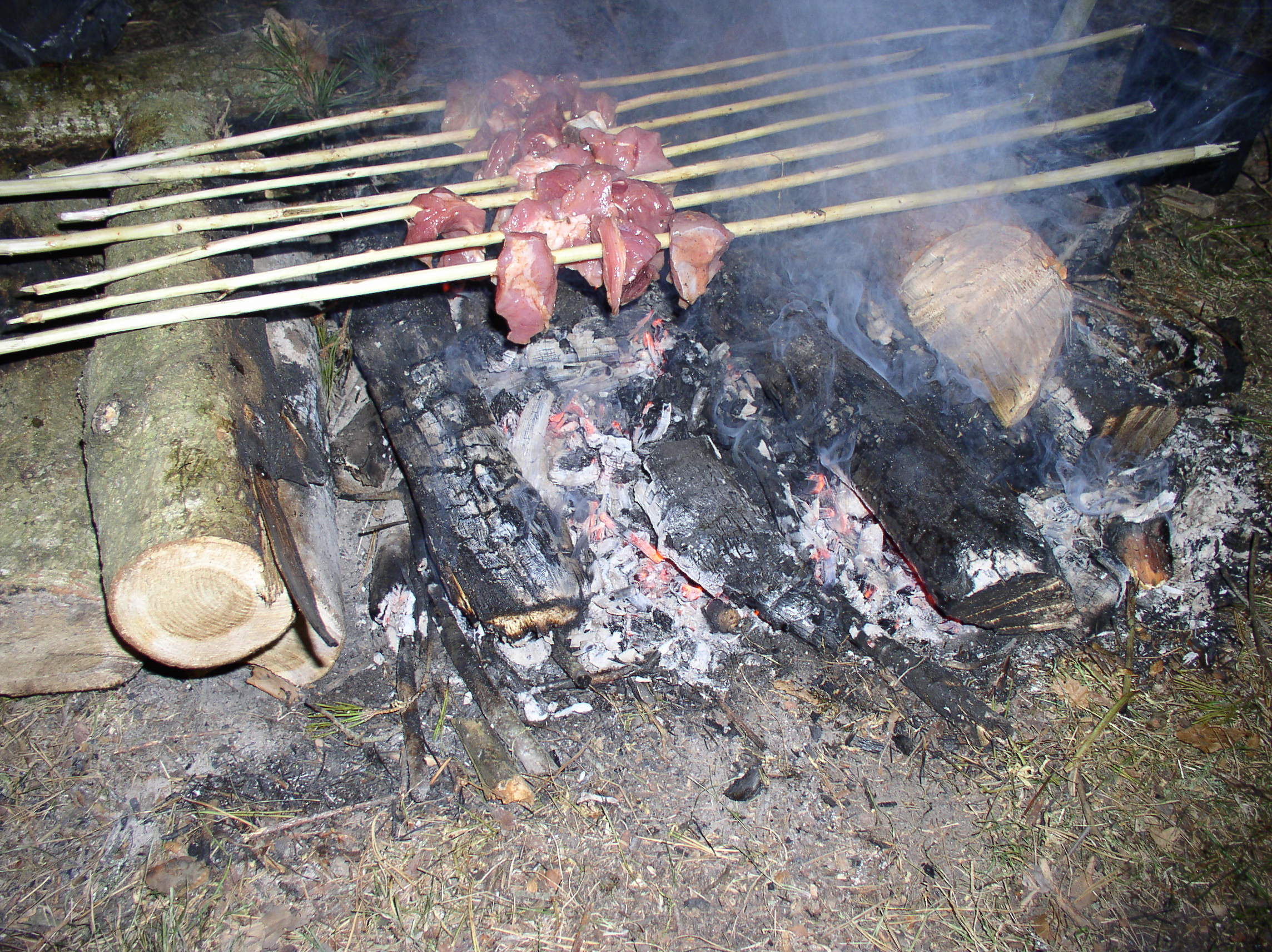
шашлик

Тривале існування грузинської нації на межі зіткнення багатьох культур та впливів призвело до того, що в цілому, в грузинській кухні жоден з видів м'яса не має переважного значення. Грузинські м'ясні страви можуть бути зроблені зі свинини (мужу́жі), з баранини (чанахі), з яловичини (харчо), та з домашньої птиці (чахохбілі).
Така терпимість зазвичай не властива іншим народам Сходу. Вона доволі яскраво ілюструється, до речі, одною старовинною стравою з грузинської кухні, що називається «бик на рожні». Композиція його надзвичайно проста: всередину цілої туші бика поміщають теля, в теля кладуть баранця, в баранця — індичку, в індичку — гуся, в гуся — качку, в качку — курча. В проміжках між цими тваринами і всередину них в усі куточки набивають пряні трави — кіндзу, базилік, естрагон, ріпчасту цибулю, м'яту, здобрені та пересипані червоним перцем, часником, шафраном, корицею та горіхами. Всю цю гігантську печеню смажать на рожні просто неба, чи у дворі дому, над купою вугілля протягом 2-3 годин. Ззовні доволі товстий шар її обвуглюється, так що частина м'яса пропадає. Зате всередині так багато соку і такий неповторний аромат, що за соковитістю та тонкістю смаку м'яса з нею не може зрівнятися жодна інша страва на світі. Однак терпимість до всіх видів м'яса не заважає грузинам все ж більше за все любити яловичину та домашню птицю — індичку та курку.
Широке використання і до наших днів відкритого вогню та рожна для приготування не лише м'ясних, але і овочевих, рибних і сирних страв, а також застосування глиняної глечикоподібної печі тоне для випічки борошняних виробів в цілому є типовим, звичайно, не лише для грузинської, але і для інших закавказьких кухонь. Більш специфічними є застосовувані грузинами для смаження та запікання «кеці» — невеликі глиняні та великі кам'яні сковорідки, а також широкі металеві сковорідки «тапа» для смаження домашньої птиці під пресом. І, хоча цей прийом був запозичений у давнину у вірменів, але в грузинській кухні він набагато більш розповсюджений. Всі ці технологічні методи слугують, однак, лише одним з елементів створення національного кулінарного колориту грузинської кухні.

## Борошняні вироби

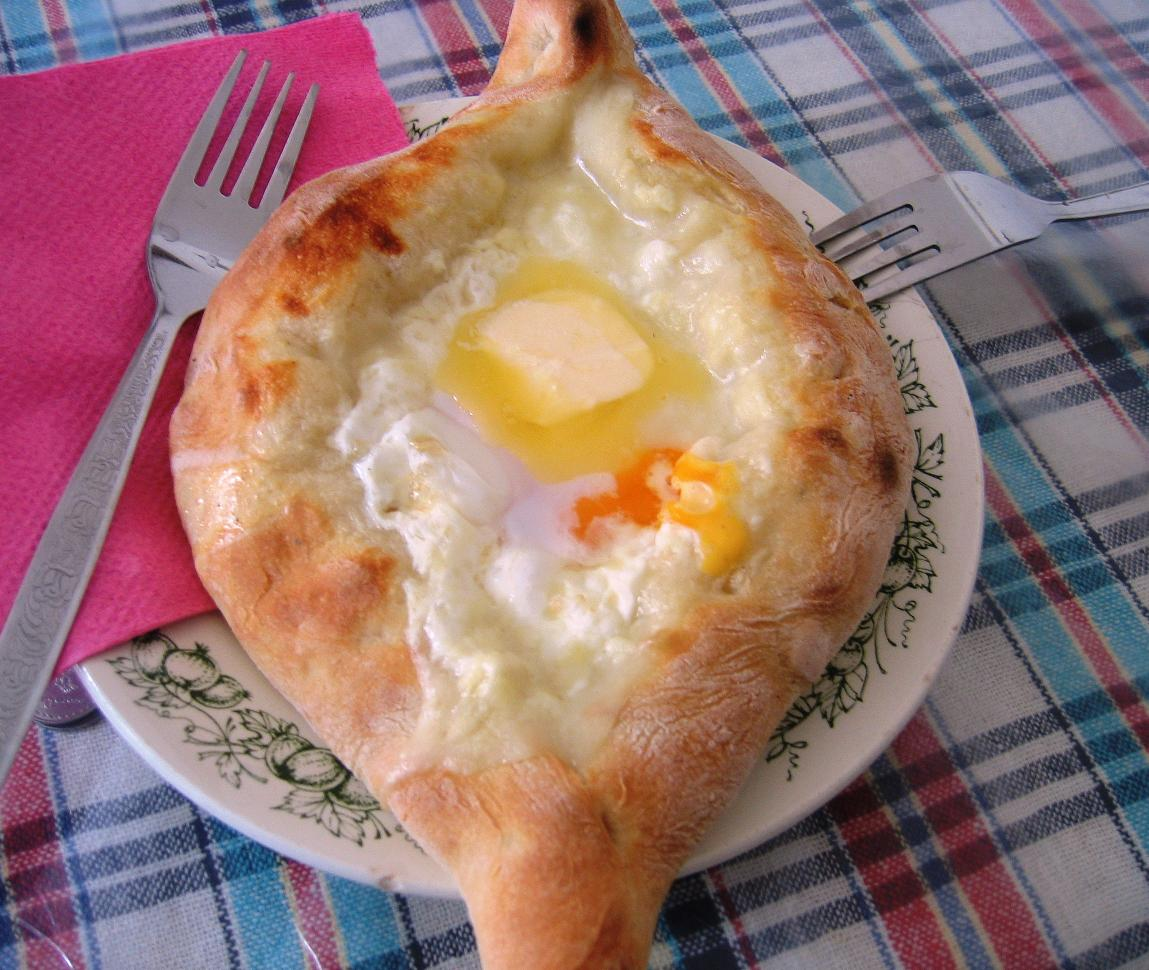
Аджарське хачапурі

Грузинську кухню неможливо уявити без виробів з тіста, таких як хінкалі і хачапурі. Хачапурі — гордість Грузії. Їх існує десятки видів: імеретинські, мігрельські, аджарські хачапурі, листкові хачапурі, хачапурі з квасолею (лобіиані), осетинські, хевсурські (всередину яких окрім сиру також кладуть траву). При цьому аджарські хачапурі не схожі на імеретинські. За формою вони нагадують човники, а всередині у них — яйце.

## Молочні продукти
Сири в Грузії є невід'ємною частиною національної кухні. Вони готуються у глеках та бурдюках і використовуються і як закуска, і як інгредієнт для страв і пирогів. Кожна область може похизуватися своїм смачним сиром. Як, наприклад, мінгрельский сулугуні і м'який імеретинський, які широко використовуються в кулінарії. У Західній Грузії виробляють негострі, прісноваті сири з кисломолочним смаком. У високогірних північних районах Східної Грузії роблять гострі і солоні сири: кобійський, тушинський, грузинський, гуда, чанах, осетинський.

## Овочі й фрукти

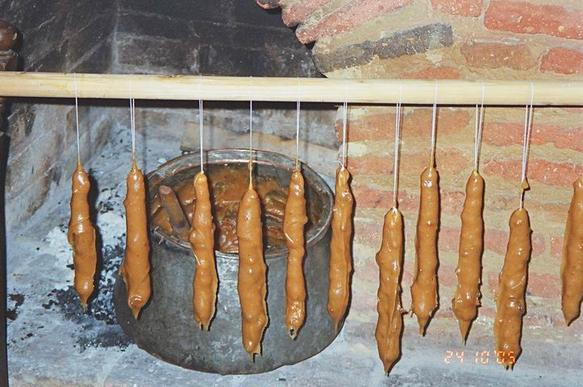
Чурчхела

До складу багатьох страв Грузії входять квасоля, баклажани, кочанна і цвітна капуста, буряк, помідори. Це так звані основні овочі. Найчастіше квасоля й баклажани застосовуються з різноманітними приправами. У результаті отримують десятки видів лобіо. Нарівні з городніми овочами у великому вжитку також дикі трави — кропива, чина, мальва, джонджолі, портулак городній та інші, а також молоде бадилля городніх культур — буряка, цвітної капусти.

## Прянощі
Грузинська кухня відрізняється великою кількістю всіляких прянощів, приправ, соусів. Соуси готуються винятково з рослинної сировини. А специфічною рисою грузинської кухні є їхнє вживання як самостійної закуски з хлібом. Набір прянощів в грузинській кухні, як і в решті закавказьких, переслідує створення не стільки пекучого, скільки ароматично-пряного, освіжаючого ефекту. Тому, в грузинській кухні панує використання свіжих, а не сушених прянощів, і не стільки класичних, скільки місцевих, оскільки свіжі пряні трави діють більш м'яко. Єдиний справді пекучий вид прянощів грузинській кухні — це червоний перець, але він, як і часник, вживається грузинами доволі помірно, хоча і постійно. І червоний перець, і часник завжди вживаються як додатковий, але не головний компонент в пряних сумішах, і, окрім того, їх пекучість завжди зменшується тим, що обов'язковими їх супутниками є такі харчові продукти, як товчені горіхи і мацоні, що покликані ослабити первинну пекучість.
Щоправда, між різними районами Грузії існують деякі відмінності в застосування прянощів: в Західній Грузії, особливо в Абхазії, що майже два з половиною століття (1578—1810 рр.) перебувала під пануванням Османської імперії, вживання червоного перцю (турецького) розповсюджено значно ширше, ніж у Східній Грузії. Так, в Абхазії вживають пряну суміш аджику, в якій червоний перець становить четверту(!) частину, в решті районів Грузії доля червоного перцю в загальному складі пряних сумішей поступово спадає (з заходу на схід), доходячи іноді до 5 %, тобто однієї двадцятої частини, але зазвичай в середньому не перевищує десятої частини.

## Типові страви

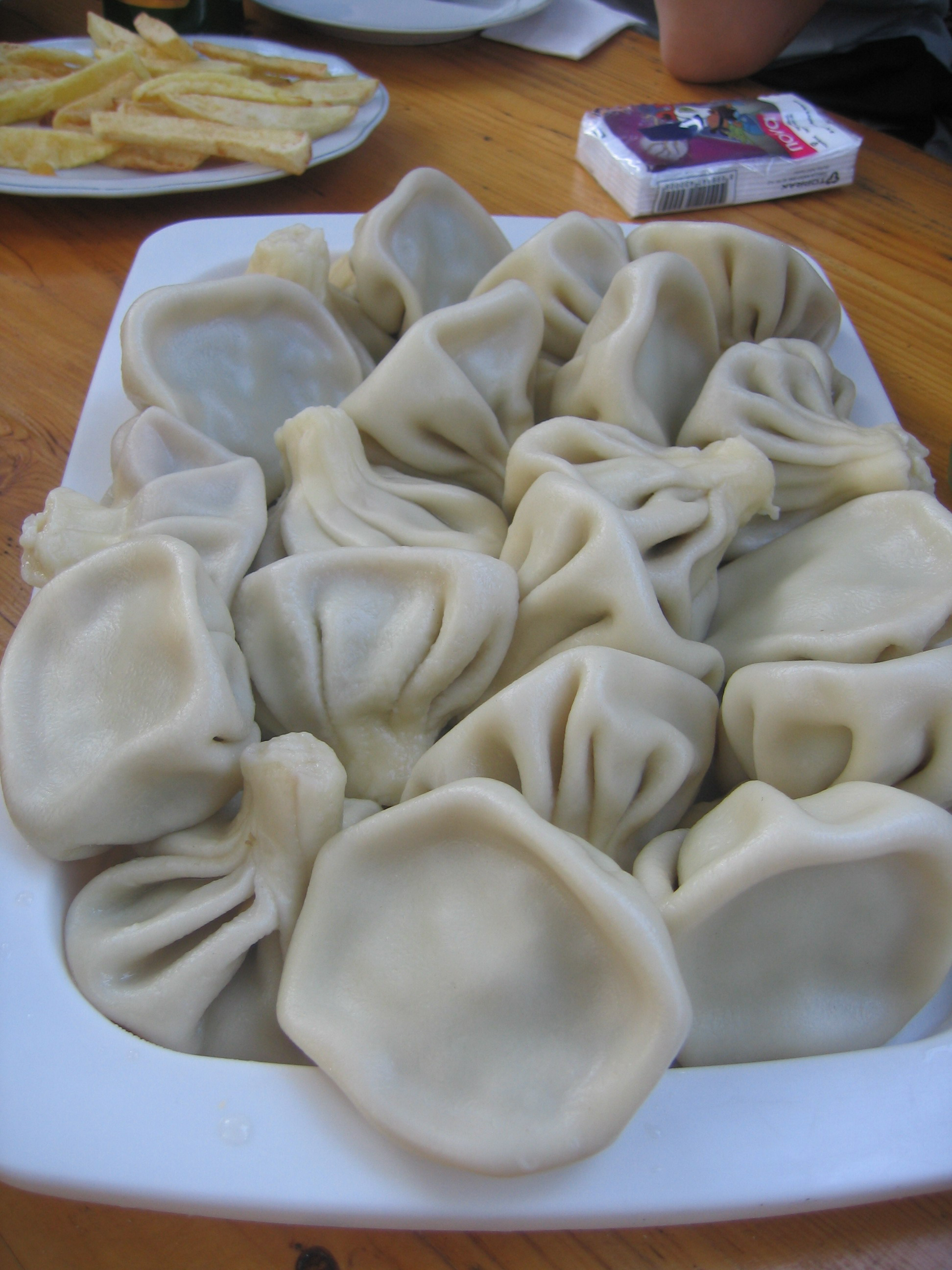
хінкалі

- бастурма — в'ялена вирізка з яловичого м'яса
- качка з айвою
- лобіо — червона квасоля із зеленню
- сациві — холодна страва з вареної курки в соусі сациві.
- ґомі — каша з кукурудзяного борошна і води
- гуда — баранячий сир, приготований у мішечках
- купати — обсмажені ковбаски з свинячого фаршу
- курча тапака — смажена у маслі під пресом тушка курчати
- мужужі — холодний густий суп із субпродуктів
- мчаді — кукурудзяний коржик
- плов з айвою
- пхалі — подрібнена суміш з трав у горіховому соусі
- ткемалі — кислуватий соус, який виготовляється зі слив і приправлений меленою зеленню
- харчо — гострий суп з яловичини
- хачапурі — ватрушки з сиром
- хаш — гарячий густий суп з свіжих яловичих гомілок, рубця і сичуга
- хашлама — варене м'ясо з приправами
- хінкалі — різновид вареників з бараниною або яловичиною і свининою. Фарш рубають ножем до желеподібного стану
- чакапулі — печеня з молодого ягняти з овочами
- чанахі — картопля, тушкована в горщику з бараниною і баклажанами
- чахохбілі — обсмажені і тушковані у томаті шматочки птаха
- чіхірітма — суп з курки
- чурчхела — солодкі ковбаски з волоського горіху